# Семёновская (Пореченский сельсовет)
Семёновская — деревня в Вашкинском районе Вологодской области.
Входит в состав Пореченского сельского поселения, с точки зрения административно-территориального деления — в Пореченский сельсовет.
Расстояние по автодороге до районного центра Липина Бора — 63 км, до центра муниципального образования посёлка Бонга — 12 км.
По данным переписи в 2002 году постоянного населения не было.